# Roodhalskoprakever
De roodhalskoprakever (Necrobia ruficollis) is een voornamelijk vleesetende kever uit de familie van de mierkevers (Cleridae), met een kosmopolitische verspreiding. De wetenschappelijke naam van de soort werd in 1775 als Dermestes ruficollis gepubliceerd door Johann Christian Fabricius.

## Veldkenmerken
De roodhalskoprakever wordt 4,0 tot 6,5 mm lang, en is meestal metaalzwart of donkerblauw. Het borststuk, de poten en de schouders van de dekschilden zijn roodbruin.

## Ecologie
De kever voedt zich met dode dieren, waaronder gedroogd en gerookt vlees en dierenhuiden. Hij wordt vaak gevonden in kadavers in de latere stadia van ontbinding.